# Daleomyces petersii

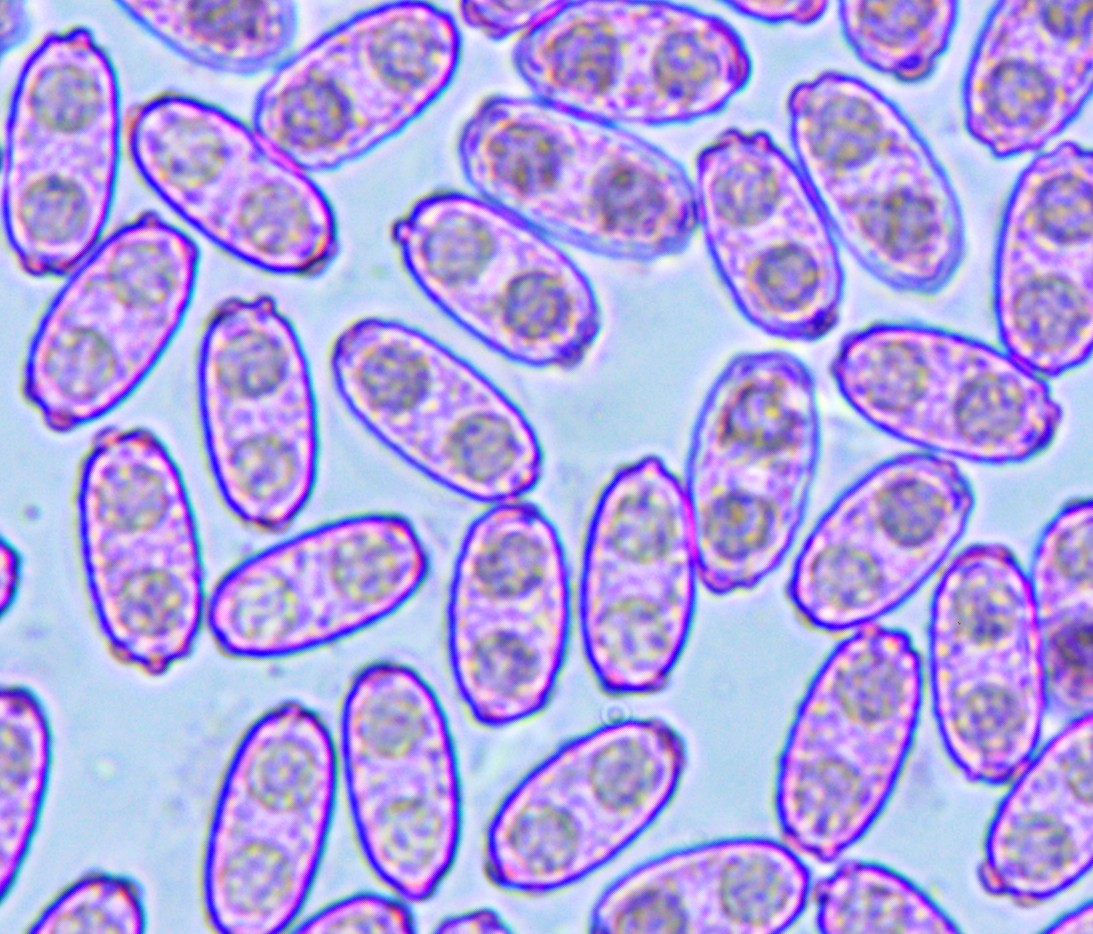
Zarodniki

Daleomyces petersii (Berk.) Van Vooren – gatunek grzybów z rodziny kustrzebkowatych (Pezizaceae).

## Systematyka i nazewnictwo
Pozycja w klasyfikacji według Index Fungorum: Daleomyces, Pezizaceae, Pezizales, Pezizomycetidae, Pezizomycetes, Pezizomycotina, Ascomycota, Fungi.
Po raz pierwszy opisał go w 1875 r. Miles Joseph Berkeley, nadając mu nazwę Peziza petersii. W 2020 r. Van Vooren przeniósł go do rodzaju Daleomyces. Pozostałe inne synonimy:
- Discina lumbricalis (Cooke) Sacc. 1889
- Galactinia petersii (Berk.) Le Gal 1953
- Peziza lumbricalis Cooke 1879[2].

## Morfologia
Askokarp
Typu apotecjum bez trzonu, o średnicy 4–8(10) cm, początkowo miseczkowate, potem wypłaszczające się, pofalowane z nieregularnym brzegiem. Powierzchnia wewnętrzna (hymenialna) jasno daktylowobrązowa, szarobrązowa do czerwonobrązowej, na środku ciemniejsza, szara i średnio brązowa w kierunku brzegu. Sterylna powierzchnia zewnętrzna gładka lub lekko oprószona, jaśniejsza, szarawo-liliowa, podstawa półprzezroczysta.
Cechy mikroskopowe
Worki cylindryczne, z 8 zarodnikami w jednym rzędzie, z wierzchołkowym aparatem apikalnym, 170-250(300) x 9-12(15) µm. Parafizy septowane, brązowe, z dużymi płowymi lub brązowawymi granulkami, o średnicy 1,5–2,5 µm, proste lub często lekko zakrzywione i stopniowo rozszerzające się w kierunku wierzchołka do 5–10 µm. Askospory elipsoidalne, drobno brodawkowate i z drobno wydłużonymi grzbietami, czasami siatkowate, z dwoma gutulami, 10–12(15) x 5,5–6,5 µm.

## Zasięg występowania i siedlisko
Występuje w Ameryce Północnej, Europie, Azji, Australii i na Nowej Zelandii. W Polsce po raz pierwszy jego stanowiska podano w 2020r. (jako Peziza petersii). Aktualne stanowiska podaje także internetowy atlas grzybów. Znajduje się w nim na liście gatunków zagrożonych i wartych objęcia ochroną.
Grzyb saprotroficzny i wypaleniskowy. Często występuje na spaleniskach, ale także na terenach piaszczystych poza spaleniskami.